# Heroin (Velvet Underground)
(The Velvet Underground, Heroin, 1965)
Heroin è un brano musicale del gruppo statunitense Velvet Underground contenuta nell'album The Velvet Underground & Nico del 1967. Il brano venne scritto da Lou Reed nel 1964.

## Il brano

### Contenuti
Il testo è incentrato sui pensieri e sulle emozioni provate da un tossicodipendente, il suo rapporto nei confronti dell'eroina e i relativi benefici che trae da essa. La sua è una relazione senza possibilità di salvezza, in quanto nella parte finale della canzone il tossico arriva a chiedere la morte da quella che è diventata sua "moglie" e sua "vita", ringraziando Dio perché ormai estraniato dalla vita sociale, dalla città, dai "politici e dai loro discorsi".

### Registrazione
Heroin è una delle prime tre canzoni che furono registrate ai T.T.G. Studios di Hollywood, California, per essere incluse nel disco The Velvet Underground & Nico (insieme a I'm Waiting for the Man e Venus in Furs). Con i suoi 7 minuti e 12 secondi di durata è la seconda canzone più lunga sull'album, dopo European Son che dura solo 30 secondi in più.
Heroin inizia lenta con un arpeggio chitarristico di Lou Reed, e con il rintocco ipnotico della batteria di Maureen Tucker, subito dopo si aggiungono la viola elettrica suonata da John Cale e la chitarra ritmica di Sterling Morrison. Il ritmo del brano cresce sempre di più, mimando gli effetti della droga sul narratore, fino ad un crescendo selvaggio contrappuntato dallo stridio della viola di Cale e dalle chitarre di Reed e Morrison. Le percussioni della Tucker diventano sempre più veloci e pesanti. Alla fine la canzone rallenta di nuovo, ripetendo lo stesso schema prima di finire.
Come in Sister Ray, non è presente il suono del basso; Reed e Morrison usano le corde e l'arpeggio per creare il caratteristico sound della canzone.
Caratteristica curiosa è il taglio netto e improvviso delle percussioni a 6 minuti e 20 secondi da parte della Tucker, che ricomincia solo dopo pochi secondi riprendendo il tempo. Lei spiega questo "inconveniente" così: «Appena abbiamo iniziato ad essere veloci e rumorosi non sentivo più nulla. Non riuscivo più a sentire nulla quindi mi sono fermata. Comunque mi videro anche loro e dissero (ridendo): «Cosa c'è, Moe?» ma nessuno si fermò. E così, sai, ho poi ripreso il tempo».

## I Velvet Underground e le droghe
Heroin, (insieme a brani come I'm Waiting for the Man, Sister Ray e White Light/White Heat), viene additata come la ragione per la quale i Velvet Underground sono spesso associati all'uso di droghe dai media. Certi critici dichiararono che la band glorificava l'uso di stupefacenti. Invece, i membri della band (Lou Reed, in particolare) hanno frequentemente respinto ogni accusa circa il fatto che la canzone magnificasse l'uso d'eroina; infatti, è piuttosto il contrario. Il testo di Lou Reed, come la maggior parte di quelli presenti su The Velvet Underground & Nico, tendono a descrivere delle situazioni oggettive senza esprimere un punto di vista negativo o positivo. I critici non furono gli unici a fraintendere il brano; anche i fan spesso approcciavano i membri del gruppo dopo i concerti e raccontavano loro di avere iniziato a "bucarsi" a causa di Heroin, cosa che turbò profondamente Reed. 
(Lou Reed)
 Come risultato, Reed era restio a suonare la canzone nell'ultimo periodo passato con il gruppo prima di lasciarlo. Rimane comunque noto il fatto che sia Reed che Cale siano stati eroinomani (Reed smise di usare eroina nel 1969, per iniziare una duratura tossicodipendenza da metanfetamina). A quanto pare, secondo una recente intervista rilasciata da Cale, fu proprio Lou Reed a praticare la prima iniezione di eroina al gallese, durante una festa all'interno della Factory di Andy Warhol, nel 1966.

## Cover
- La canzone è stata reinterpretata da svariati artisti, inclusi Human Drama, Echo & the Bunnymen, Roky Erickson, Billy Idol e Third Eye Blind.
- Lou Reed ha in seguito eseguito Heroin dal vivo in stile glam rock, insieme ai chitarristi Steve Hunter e Dick Wagner. La risultante versione di undici minuti di durata è inclusa sull'album live Rock N Roll Animal, pubblicato nel 1974. Durante queste esibizioni spesso Reed arrivava a mimare l'atto di iniettarsi eroina sul palco con un laccio emostatico stretto intorno al braccio e una matita al posto della siringa.
- Brian Bell e Patrick Wilson degli Weezer hanno reinterpretato la canzone.
- Il cantante degli Električni Orgazam, Srđan Gojković, ha registrato una cover del brano per una mostra delle opere di Andy Warhol al Modern Arts Museum di Zagabria, poi pubblicata nel 2008 sul suo album compilation Muzika za film, TV i muzej